# جائزة هيرنينغ الكبرى 2023
جائزة هيرنينغ الكبرى 2023 (بالدنماركية: Grand Prix Herning 2023)‏ هو سباق دراجات هوائية، وهو الموسم التاسع والعشرين من جائزة هيرنينغ الكبرى، وأقيم في 13 مايو 2023 ضمن سباقات طواف أوروبا للدراجات 2023، وشارك فيه  163 متسابقاً ووصل إلى نهايته  40 متسابقاً.
فاز بالمركز الأول Mathias Norsgaard ‏، وفاز بالمركز الثاني Rasmus Bøgh Wallin ‏، وفاز بالمركز الثالث مايكل فالغرين.

## الفرق
| فرق قارية (19)- ARA Skip Capital ‏ - توبفوركس لابيير 2023 ‏ - بي إتش إس - بل بيتون بورنهولم 2023 ‏ - كولوكويك 2023 ‏ - دوكلا بانسكا بيستريتسا 2023 ‏ - Mazowsze Serce Polski ‏ - Kaunas Cycling Team ‏ - Leopard TOGT Pro Cycling ‏ - مالوجا بوشبيكرز 2023 ‏ - موتالا سيرنك أليبايك 2023 ‏ - ريستورانت سوري كارل راس 2023 ‏ - 2023 Scorpions Racing ‏ - Team Skyline ‏ - Unibet Tietema Rockets ‏ - تيم كووب ‏ - فريق تطوير أونو إكس دير 2023 ‏ - فولكر ويسيلز سيكلينج تيم 2023 ‏ - Voltas-Madaris Cycling Team ‏ - إكس-سبيد يونايتد 2023 ‏ فريق وطني- فريق الدنمارك لركوب الدراجات للرجال ‏ فرق نخبة (7)- CeramicSpeed Herning CK Elite ‏ - Aalborg-Sparekassen Danmark ‏ - JS.dk ‏ - CO:PLAY-Giant Store ‏ - Give Elementer ‏ - Team Give Steel-2M Cycling Elite ‏ - IBT-Tripeak ‏ فريق نادي الدراجات- WPGA Amsterdam Racing Academy‏ |  |
| |  |

## المشاركون
| Leopard TOGT Pro Cycling ‏ LTP | Leopard TOGT Pro Cycling ‏ LTP | Leopard TOGT Pro Cycling ‏ LTP |
| ----------------------------- | ----------------------------- | ----------------------------- |
| م                             | عداء                          | مرتبة                         |
| 1                             | مادس أوسترغارد كريستنسن ‏      | 34                            |
| 2                             | Cédric Pries ‏                 | 25                            |
| 3                             | Robin Juel Skivild ‏           | 35                            |
| 4                             | Oliver Knudsen ‏               | لم يكمل السباق                |
| 5                             | Tobias Hansen ‏                | لم يكمل السباق                |
| 6                             | Tom Paquet ‏                   | لم يكمل السباق                |

| فريق الدنمارك لركوب الدراجات للرجال ‏ DEN | فريق الدنمارك لركوب الدراجات للرجال ‏ DEN | فريق الدنمارك لركوب الدراجات للرجال ‏ DEN |
| ---------------------------------------- | ---------------------------------------- | ---------------------------------------- |
| م                                        | عداء                                     | مرتبة                                    |
| 11                                       | مايكل فالغرين                            | 3                                        |
| 12                                       | Mathias Norsgaard ‏                       | 1                                        |
| 13                                       | Julius Johansen ‏                         | 14                                       |
| 14                                       | Alexander Salby ‏                         | لم يكمل السباق                           |
| 15                                       | Johan Price-Pejtersen ‏                   | لم يكمل السباق                           |

| فريق تطوير أونو إكس دير ‏ UDT | فريق تطوير أونو إكس دير ‏ UDT | فريق تطوير أونو إكس دير ‏ UDT |
| ---------------------------- | ---------------------------- | ---------------------------- |
| م                            | عداء                         | مرتبة                        |
| 21                           | Simon Dalby (cyclist) ‏       | 29                           |
| 22                           | Carl-Frederik Bévort ‏        | 11                           |
| 23                           | Alfred Grenaae ‏              | 24                           |
| 24                           | Sebastian Kirkedam Larsen ‏   | لم يكمل السباق               |
| 25                           | Daniel Årnes ‏                | 31                           |
| 26                           | لاسي نورمان هانسن            | 4                            |

| كولوكويك للدراجات ‏ TCQ | كولوكويك للدراجات ‏ TCQ     | كولوكويك للدراجات ‏ TCQ |
| ---------------------- | -------------------------- | ---------------------- |
| م                      | عداء                       | مرتبة                  |
| 31                     | نيكلاس بيديرسين ‏           | 10                     |
| 32                     | Emil Toudal ‏               | لم يكمل السباق         |
| 33                     | Joshua Gudnitz ‏            | 19                     |
| 34                     | مادس أندرسن ‏               | 7                      |
| 35                     | Henrik Pedersen (cyclist) ‏ | لم يكمل السباق         |
| 36                     | Frederik Muff ‏             | لم يكمل السباق         |

| ريستورانت سوري كارل راس ‏ GSH | ريستورانت سوري كارل راس ‏ GSH | ريستورانت سوري كارل راس ‏ GSH |
| ---------------------------- | ---------------------------- | ---------------------------- |
| م                            | عداء                         | مرتبة                        |
| 41                           | Rasmus Bøgh Wallin ‏          | 2                            |
| 42                           | ماثياس لارسن ‏                | لم يكمل السباق               |
| 43                           | Gustav Wang ‏                 | 13                           |
| 44                           | Kristian Egholm ‏             | لم يكمل السباق               |
| 45                           | Daniel Stampe ‏               | لم يكمل السباق               |
| 46                           | Magnus Bak Klaris ‏           | 39                           |

| بي إتش إس - بل بيتون بورنهولم ‏ BPC | بي إتش إس - بل بيتون بورنهولم ‏ BPC | بي إتش إس - بل بيتون بورنهولم ‏ BPC |
| ---------------------------------- | ---------------------------------- | ---------------------------------- |
| م                                  | عداء                               | مرتبة                              |
| 51                                 | Adam Holm Jørgensen ‏               | 36                                 |
| 52                                 | Andreas Brandt Aidel ‏              | لم يكمل السباق                     |
| 53                                 | Nikolaj Mengel ‏                    | لم يكمل السباق                     |
| 54                                 | Sebastian Ryttersgaard ‏            | لم يكمل السباق                     |
| 55                                 | Nicholas Thorøe-Hansen ‏            | لم يكمل السباق                     |
| 56                                 | Frederik Irgens Jensen ‏            | لم يكمل السباق                     |

| Mazowsze Serce Polski ‏ MSP | Mazowsze Serce Polski ‏ MSP | Mazowsze Serce Polski ‏ MSP |
| -------------------------- | -------------------------- | -------------------------- |
| م                          | عداء                       | مرتبة                      |
| 61                         | Jeppe Aaskov Pallesen ‏     | 6                          |
| 62                         | Adrian Banaszek ‏           | لم يكمل السباق             |
| 63                         | Norbert Banaszek ‏ (طريق)   | 18                         |
| 64                         | ياكوب كازماريك             | لم يكمل السباق             |
| 65                         | Tobiasz Pawlak ‏            | لم يكمل السباق             |
| 66                         | Adam Stachowiak (cyclist) ‏ | لم يكمل السباق             |

| Voltas-Madaris Cycling Team ‏ VMT | Voltas-Madaris Cycling Team ‏ VMT | Voltas-Madaris Cycling Team ‏ VMT |
| -------------------------------- | -------------------------------- | -------------------------------- |
| م                                | عداء                             | مرتبة                            |
| 71                               | Darijus Džervus ‏                 | لم يكمل السباق                   |
| 73                               | Remi De Mey‏                      | لم يكمل السباق                   |
| 74                               | Rokas Kmieliauskas ‏              | لم يكمل السباق                   |
| 75                               | Mantas Januskevicius ‏            | لم يكمل السباق                   |
| 76                               | Olegas Ivanovas‏                  | لم يكمل السباق                   |

| Unibet Tietema Rockets ‏ TDT | Unibet Tietema Rockets ‏ TDT | Unibet Tietema Rockets ‏ TDT |
| --------------------------- | --------------------------- | --------------------------- |
| م                           | عداء                        | مرتبة                       |
| 81                          | Abram Stockman ‏             | 9                           |
| 82                          | Davide Bomboi ‏              | 17                          |
| 83                          | Yentl Vandevelde ‏           | لم يكمل السباق              |
| 84                          | Hartthijs de Vries ‏         | 5                           |
| 85                          | Joren Bloem ‏                | 16                          |
| 86                          | Martijn Budding ‏            | لم يكمل السباق              |

| Scorpions Racing Team ‏ SRT | Scorpions Racing Team ‏ SRT | Scorpions Racing Team ‏ SRT |
| -------------------------- | -------------------------- | -------------------------- |
| م                          | عداء                       | مرتبة                      |
| 91                         | Marvin Peters‏              | 37                         |
| 92                         | Niek Voogt ‏                | 20                         |
| 93                         | Jasper Huitema‏             | لم يكمل السباق             |
| 94                         | Hugo Kars‏                  | لم يكمل السباق             |
| 96                         | Quint van der Leeuw‏        | لم يكمل السباق             |

| مالوجا بوشبيكرز ‏ PBS | مالوجا بوشبيكرز ‏ PBS | مالوجا بوشبيكرز ‏ PBS |
| -------------------- | -------------------- | -------------------- |
| م                    | عداء                 | مرتبة                |
| 101                  | ماتياس مالمبيرغ ‏     | لم يكمل السباق       |
| 102                  | Felix James Meo‏      | لم يكمل السباق       |
| 103                  | Liam Bertazzo ‏       | لم يكمل السباق       |
| 104                  | Fabian Steininger ‏   | لم يكمل السباق       |
| 105                  | Philip Weber ‏        | لم يكمل السباق       |
| 106                  | فيليبو فورتين        | لم يكمل السباق       |

| إكس-سبيد يونايتد ‏ XSU | إكس-سبيد يونايتد ‏ XSU | إكس-سبيد يونايتد ‏ XSU |
| --------------------- | --------------------- | --------------------- |
| م                     | عداء                  | مرتبة                 |
| 111                   | Mark Groeneveld ‏      | لم يكمل السباق        |
| 112                   | Brett Stoppa‏          | لم يكمل السباق        |
| 113                   | Kristian Klevgård ‏    | 23                    |
| 114                   | Matthew King‏          | 28                    |
| 115                   | Daniel Koszela ‏       | لم يكمل السباق        |
| 116                   | James Somerfield‏      | لم يكمل السباق        |

| ARA Skip Capital ‏ ARA | ARA Skip Capital ‏ ARA      | ARA Skip Capital ‏ ARA |
| --------------------- | -------------------------- | --------------------- |
| م                     | عداء                       | مرتبة                 |
| 121                   | Tyler Tomkinson‏            | لم يكمل السباق        |
| 122                   | Declan Trezise ‏            | 33                    |
| 123                   | Oliver Bleddyn ‏            | لم يكمل السباق        |
| 124                   | Brady Gilmore ‏             | لم يكمل السباق        |
| 125                   | Hamish McKenzie (cyclist) ‏ | لم يكمل السباق        |
| 126                   | Blake Agnoletto ‏           | لم يكمل السباق        |

| دوكلا بانسكا بيستريتسا ‏ DKB | دوكلا بانسكا بيستريتسا ‏ DKB | دوكلا بانسكا بيستريتسا ‏ DKB |
| --------------------------- | --------------------------- | --------------------------- |
| م                           | عداء                        | مرتبة                       |
| 131                         | Lukáš Kubiš ‏                | لم يكمل السباق              |
| 132                         | Jakub Galovič‏               | لم يكمل السباق              |
| 133                         | Pavol Rovder‏                | لم يكمل السباق              |
| 134                         | Simon Nagy ‏                 | لم يكمل السباق              |
| 135                         | Dávid Kaško ‏                | لم يكمل السباق              |
| 136                         | Denis Hoza‏                  | لم يكمل السباق              |

| فولكر ويسيلز سيلينج تيم ‏ VWE | فولكر ويسيلز سيلينج تيم ‏ VWE | فولكر ويسيلز سيلينج تيم ‏ VWE |
| ---------------------------- | ---------------------------- | ---------------------------- |
| م                            | عداء                         | مرتبة                        |
| 141                          | Jord Baak‏                    | لم يكمل السباق               |
| 142                          | Tijmen Eising ‏               | لم يكمل السباق               |
| 143                          | Max Kroonen ‏                 | لم يكمل السباق               |
| 144                          | Nick van der Meer ‏           | لم يكمل السباق               |
| 145                          | Daan van Sintmaartensdijk ‏   | 15                           |
| 146                          | Coen Vermeltfoort ‏           | 38                           |

| توبفوركس لابيير ‏ ATT | توبفوركس لابيير ‏ ATT | توبفوركس لابيير ‏ ATT |
| -------------------- | -------------------- | -------------------- |
| م                    | عداء                 | مرتبة                |
| 151                  | ميكيل ريم (طريق)     | لم يكمل السباق       |
| 152                  | Gert Kivistik ‏       | 21                   |
| 153                  | Matěj Stránský ‏      | لم يكمل السباق       |
| 154                  | Tomáš Jakoubek ‏      | لم يكمل السباق       |
| 155                  | Jan Kašpar‏           | لم يبدأ              |
| 156                  | Michal Schuran ‏      | لم يكمل السباق       |

| Team Skyline ‏ TSL | Team Skyline ‏ TSL | Team Skyline ‏ TSL |
| ----------------- | ----------------- | ----------------- |
| م                 | عداء              | مرتبة             |
| 161               | Cian Keogh‏        | لم يكمل السباق    |
| 162               | Nick Kleban‏       | لم يكمل السباق    |
| 163               | Joseph Lupien‏     | لم يكمل السباق    |
| 164               | Chaz Turmon‏       | لم يكمل السباق    |
| 165               | Stephen Pimentel‏  | لم يكمل السباق    |
| 166               | David Gabrick‏     | لم يكمل السباق    |

| تيم كووب ‏ TCR | تيم كووب ‏ TCR           | تيم كووب ‏ TCR  |
| ------------- | ----------------------- | -------------- |
| م             | عداء                    | مرتبة          |
| 171           | Eirik Lunder ‏           | لم يكمل السباق |
| 172           | Håkon Aalrust ‏          | 12             |
| 173           | Amund Haakonsen‏         | لم يكمل السباق |
| 174           | Anton Stensby ‏          | لم يكمل السباق |
| 175           | Johan Ravnøy ‏           | لم يكمل السباق |
| 176           | Karsten Larsen Feldmann‏ | لم يكمل السباق |

| Kaunas Cycling Team ‏ KCC | Kaunas Cycling Team ‏ KCC | Kaunas Cycling Team ‏ KCC |
| ------------------------ | ------------------------ | ------------------------ |
| م                        | عداء                     | مرتبة                    |
| 181                      | Venantas Lašinis ‏ (طريق) | 22                       |
| 182                      | Mantas Balčiūnas‏         | لم يكمل السباق           |
| 183                      | Gustas Raugala ‏          | لم يكمل السباق           |
| 184                      | Deividas Valiūnas‏        | لم يكمل السباق           |
| 185                      | Martynas Tomkus‏          | لم يكمل السباق           |
| 186                      | Tadas Sereika‏            | لم يكمل السباق           |

| موتالا سيرنك أليبايك ‏ MSA | موتالا سيرنك أليبايك ‏ MSA | موتالا سيرنك أليبايك ‏ MSA |
| ------------------------- | ------------------------- | ------------------------- |
| م                         | عداء                      | مرتبة                     |
| 191                       | Eric Pedersen ‏            | لم يكمل السباق            |
| 192                       | Jonathan Ahlsson ‏         | لم يكمل السباق            |
| 193                       | Niklas Jagerstål‏          | لم يكمل السباق            |
| 194                       | Filip Mård ‏               | لم يكمل السباق            |
| 195                       | Acke Dahlblom ‏            | لم يكمل السباق            |

| CeramicSpeed Herning CK Elite ‏ ___ | CeramicSpeed Herning CK Elite ‏ ___ | CeramicSpeed Herning CK Elite ‏ ___ |
| ---------------------------------- | ---------------------------------- | ---------------------------------- |
| م                                  | عداء                               | مرتبة                              |
| 201                                | Daniel Lyhne ‏                      | لم يكمل السباق                     |
| 202                                | Nicklas Fonnesbech‏                 | لم يكمل السباق                     |
| 203                                | Malthe Sand Thomsen‏                | لم يكمل السباق                     |
| 204                                | Mikkel Jørgensen‏                   | لم يكمل السباق                     |
| 205                                | Christian Gorm Albrechtsen‏         | 27                                 |
| 206                                | Lucas Lorentsen‏                    | لم يكمل السباق                     |

| Aalborg-Sparekassen Danmark ‏ ___ | Aalborg-Sparekassen Danmark ‏ ___ | Aalborg-Sparekassen Danmark ‏ ___ |
| -------------------------------- | -------------------------------- | -------------------------------- |
| م                                | عداء                             | مرتبة                            |
| 211                              | Alexandru Ionuț Antoniu ‏         | لم يكمل السباق                   |
| 212                              | Jacob Gye Madsen ‏                | لم يكمل السباق                   |
| 213                              | Oscar Munk-Olsen ‏                | لم يكمل السباق                   |
| 214                              | Kevin Biehl ‏                     | 32                               |
| 215                              | Mikkel Kastrup ‏                  | لم يكمل السباق                   |
| 216                              | Lukas Lund Sørensen ‏             | لم يكمل السباق                   |

| JS.dk ‏ ___ | JS.dk ‏ ___             | JS.dk ‏ ___     |
| ---------- | ---------------------- | -------------- |
| م          | عداء                   | مرتبة          |
| 221        | Morten Gadgaard ‏       | 40             |
| 222        | Peter Skov Lauritzen‏   | لم يكمل السباق |
| 223        | Lauge Woer‏             | لم يكمل السباق |
| 224        | Markus Klitgaard Bugge‏ | 26             |
| 225        | Søren Vosgerau ‏        | لم يكمل السباق |
| 226        | Jakob Bødker‏           | لم يكمل السباق |

| CO:PLAY-Giant Store ‏ ___ | CO:PLAY-Giant Store ‏ ___  | CO:PLAY-Giant Store ‏ ___ |
| ------------------------ | ------------------------- | ------------------------ |
| م                        | عداء                      | مرتبة                    |
| 231                      | Pelle Køster ‏             | لم يكمل السباق           |
| 232                      | Phillip Mathiesen ‏        | لم يكمل السباق           |
| 233                      | Tobias Kongstad ‏          | لم يكمل السباق           |
| 234                      | Mathias Matz ‏             | 8                        |
| 235                      | Kristian Broløs Damgaard ‏ | لم يكمل السباق           |
| 236                      | Mikkel Øritsland ‏         | لم يكمل السباق           |

| Give Elementer ‏ ___ | Give Elementer ‏ ___ | Give Elementer ‏ ___ |
| ------------------- | ------------------- | ------------------- |
| م                   | عداء                | مرتبة               |
| 241                 | Martin Szokody ‏     | لم يكمل السباق      |
| 242                 | Anders Bruun‏        | لم يكمل السباق      |
| 243                 | Emil Tønnesen‏       | لم يكمل السباق      |
| 244                 | Jacob Schebye ‏      | لم يكمل السباق      |
| 245                 | Mathias Kirk‏        | لم يكمل السباق      |
| 246                 | William Wisholm ‏    | لم يكمل السباق      |

| IBT-Tripeak ‏ ___ | IBT-Tripeak ‏ ___     | IBT-Tripeak ‏ ___ |
| ---------------- | -------------------- | ---------------- |
| م                | عداء                 | مرتبة            |
| 251              | Marckus Njor ‏        | لم يكمل السباق   |
| 252              | Kasper Due Kaspersen‏ | لم يكمل السباق   |
| 253              | Peter Asbjørn Hansen‏ | لم يكمل السباق   |
| 254              | Wincent Wallinder‏    | لم يكمل السباق   |
| 255              | GBR                  | لم يكمل السباق   |
| 256              | Albin Hoflund‏        | لم يكمل السباق   |

| Team Give Steel-2M Cycling Elite ‏ ___ | Team Give Steel-2M Cycling Elite ‏ ___ | Team Give Steel-2M Cycling Elite ‏ ___ |
| ------------------------------------- | ------------------------------------- | ------------------------------------- |
| م                                     | عداء                                  | مرتبة                                 |
| 271                                   | Kasper Jul Øhlenschlæger‏              | لم يكمل السباق                        |
| 272                                   | Tobias Aarup Levring‏                  | لم يكمل السباق                        |
| 273                                   | Lucas Pihl Gaihede‏                    | لم يكمل السباق                        |
| 274                                   | Oskar Rønn‏                            | لم يكمل السباق                        |
| 275                                   | Sebastian Sigurd Nielsen‏              | لم يكمل السباق                        |
| 276                                   | Felix Holst‏                           | لم يكمل السباق                        |

| WPGA Amsterdam Racing Academy‏ ___ | WPGA Amsterdam Racing Academy‏ ___ | WPGA Amsterdam Racing Academy‏ ___ |
| --------------------------------- | --------------------------------- | --------------------------------- |
| م                                 | عداء                              | مرتبة                             |
| 281                               | Pieter Dekker‏                     | لم يكمل السباق                    |
| 282                               | Tom Jonkmans‏                      | لم يكمل السباق                    |
| 283                               | Igor Baars‏                        | لم يكمل السباق                    |
| 284                               | Finn Roumen‏                       | لم يكمل السباق                    |
| 285                               | Sven Burger ‏                      | 30                                |

| Leopard TOGT Pro Cycling ‏ LTP | Leopard TOGT Pro Cycling ‏ LTP | Leopard TOGT Pro Cycling ‏ LTP |
| ----------------------------- | ----------------------------- | ----------------------------- |
| م                             | عداء                          | مرتبة                         |
| 1                             | مادس أوسترغارد كريستنسن ‏      | 34                            |
| 2                             | Cédric Pries ‏                 | 25                            |
| 3                             | Robin Juel Skivild ‏           | 35                            |
| 4                             | Oliver Knudsen ‏               | لم يكمل السباق                |
| 5                             | Tobias Hansen ‏                | لم يكمل السباق                |
| 6                             | Tom Paquet ‏                   | لم يكمل السباق                |

| فريق الدنمارك لركوب الدراجات للرجال ‏ DEN | فريق الدنمارك لركوب الدراجات للرجال ‏ DEN | فريق الدنمارك لركوب الدراجات للرجال ‏ DEN |
| ---------------------------------------- | ---------------------------------------- | ---------------------------------------- |
| م                                        | عداء                                     | مرتبة                                    |
| 11                                       | مايكل فالغرين                            | 3                                        |
| 12                                       | Mathias Norsgaard ‏                       | 1                                        |
| 13                                       | Julius Johansen ‏                         | 14                                       |
| 14                                       | Alexander Salby ‏                         | لم يكمل السباق                           |
| 15                                       | Johan Price-Pejtersen ‏                   | لم يكمل السباق                           |

| فريق تطوير أونو إكس دير ‏ UDT | فريق تطوير أونو إكس دير ‏ UDT | فريق تطوير أونو إكس دير ‏ UDT |
| ---------------------------- | ---------------------------- | ---------------------------- |
| م                            | عداء                         | مرتبة                        |
| 21                           | Simon Dalby (cyclist) ‏       | 29                           |
| 22                           | Carl-Frederik Bévort ‏        | 11                           |
| 23                           | Alfred Grenaae ‏              | 24                           |
| 24                           | Sebastian Kirkedam Larsen ‏   | لم يكمل السباق               |
| 25                           | Daniel Årnes ‏                | 31                           |
| 26                           | لاسي نورمان هانسن            | 4                            |

| كولوكويك للدراجات ‏ TCQ | كولوكويك للدراجات ‏ TCQ     | كولوكويك للدراجات ‏ TCQ |
| ---------------------- | -------------------------- | ---------------------- |
| م                      | عداء                       | مرتبة                  |
| 31                     | نيكلاس بيديرسين ‏           | 10                     |
| 32                     | Emil Toudal ‏               | لم يكمل السباق         |
| 33                     | Joshua Gudnitz ‏            | 19                     |
| 34                     | مادس أندرسن ‏               | 7                      |
| 35                     | Henrik Pedersen (cyclist) ‏ | لم يكمل السباق         |
| 36                     | Frederik Muff ‏             | لم يكمل السباق         |

| ريستورانت سوري كارل راس ‏ GSH | ريستورانت سوري كارل راس ‏ GSH | ريستورانت سوري كارل راس ‏ GSH |
| ---------------------------- | ---------------------------- | ---------------------------- |
| م                            | عداء                         | مرتبة                        |
| 41                           | Rasmus Bøgh Wallin ‏          | 2                            |
| 42                           | ماثياس لارسن ‏                | لم يكمل السباق               |
| 43                           | Gustav Wang ‏                 | 13                           |
| 44                           | Kristian Egholm ‏             | لم يكمل السباق               |
| 45                           | Daniel Stampe ‏               | لم يكمل السباق               |
| 46                           | Magnus Bak Klaris ‏           | 39                           |

| بي إتش إس - بل بيتون بورنهولم ‏ BPC | بي إتش إس - بل بيتون بورنهولم ‏ BPC | بي إتش إس - بل بيتون بورنهولم ‏ BPC |
| ---------------------------------- | ---------------------------------- | ---------------------------------- |
| م                                  | عداء                               | مرتبة                              |
| 51                                 | Adam Holm Jørgensen ‏               | 36                                 |
| 52                                 | Andreas Brandt Aidel ‏              | لم يكمل السباق                     |
| 53                                 | Nikolaj Mengel ‏                    | لم يكمل السباق                     |
| 54                                 | Sebastian Ryttersgaard ‏            | لم يكمل السباق                     |
| 55                                 | Nicholas Thorøe-Hansen ‏            | لم يكمل السباق                     |
| 56                                 | Frederik Irgens Jensen ‏            | لم يكمل السباق                     |

| Mazowsze Serce Polski ‏ MSP | Mazowsze Serce Polski ‏ MSP | Mazowsze Serce Polski ‏ MSP |
| -------------------------- | -------------------------- | -------------------------- |
| م                          | عداء                       | مرتبة                      |
| 61                         | Jeppe Aaskov Pallesen ‏     | 6                          |
| 62                         | Adrian Banaszek ‏           | لم يكمل السباق             |
| 63                         | Norbert Banaszek ‏ (طريق)   | 18                         |
| 64                         | ياكوب كازماريك             | لم يكمل السباق             |
| 65                         | Tobiasz Pawlak ‏            | لم يكمل السباق             |
| 66                         | Adam Stachowiak (cyclist) ‏ | لم يكمل السباق             |

| Voltas-Madaris Cycling Team ‏ VMT | Voltas-Madaris Cycling Team ‏ VMT | Voltas-Madaris Cycling Team ‏ VMT |
| -------------------------------- | -------------------------------- | -------------------------------- |
| م                                | عداء                             | مرتبة                            |
| 71                               | Darijus Džervus ‏                 | لم يكمل السباق                   |
| 73                               | Remi De Mey‏                      | لم يكمل السباق                   |
| 74                               | Rokas Kmieliauskas ‏              | لم يكمل السباق                   |
| 75                               | Mantas Januskevicius ‏            | لم يكمل السباق                   |
| 76                               | Olegas Ivanovas‏                  | لم يكمل السباق                   |

| Unibet Tietema Rockets ‏ TDT | Unibet Tietema Rockets ‏ TDT | Unibet Tietema Rockets ‏ TDT |
| --------------------------- | --------------------------- | --------------------------- |
| م                           | عداء                        | مرتبة                       |
| 81                          | Abram Stockman ‏             | 9                           |
| 82                          | Davide Bomboi ‏              | 17                          |
| 83                          | Yentl Vandevelde ‏           | لم يكمل السباق              |
| 84                          | Hartthijs de Vries ‏         | 5                           |
| 85                          | Joren Bloem ‏                | 16                          |
| 86                          | Martijn Budding ‏            | لم يكمل السباق              |

| Scorpions Racing Team ‏ SRT | Scorpions Racing Team ‏ SRT | Scorpions Racing Team ‏ SRT |
| -------------------------- | -------------------------- | -------------------------- |
| م                          | عداء                       | مرتبة                      |
| 91                         | Marvin Peters‏              | 37                         |
| 92                         | Niek Voogt ‏                | 20                         |
| 93                         | Jasper Huitema‏             | لم يكمل السباق             |
| 94                         | Hugo Kars‏                  | لم يكمل السباق             |
| 96                         | Quint van der Leeuw‏        | لم يكمل السباق             |

| مالوجا بوشبيكرز ‏ PBS | مالوجا بوشبيكرز ‏ PBS | مالوجا بوشبيكرز ‏ PBS |
| -------------------- | -------------------- | -------------------- |
| م                    | عداء                 | مرتبة                |
| 101                  | ماتياس مالمبيرغ ‏     | لم يكمل السباق       |
| 102                  | Felix James Meo‏      | لم يكمل السباق       |
| 103                  | Liam Bertazzo ‏       | لم يكمل السباق       |
| 104                  | Fabian Steininger ‏   | لم يكمل السباق       |
| 105                  | Philip Weber ‏        | لم يكمل السباق       |
| 106                  | فيليبو فورتين        | لم يكمل السباق       |

| إكس-سبيد يونايتد ‏ XSU | إكس-سبيد يونايتد ‏ XSU | إكس-سبيد يونايتد ‏ XSU |
| --------------------- | --------------------- | --------------------- |
| م                     | عداء                  | مرتبة                 |
| 111                   | Mark Groeneveld ‏      | لم يكمل السباق        |
| 112                   | Brett Stoppa‏          | لم يكمل السباق        |
| 113                   | Kristian Klevgård ‏    | 23                    |
| 114                   | Matthew King‏          | 28                    |
| 115                   | Daniel Koszela ‏       | لم يكمل السباق        |
| 116                   | James Somerfield‏      | لم يكمل السباق        |

| ARA Skip Capital ‏ ARA | ARA Skip Capital ‏ ARA      | ARA Skip Capital ‏ ARA |
| --------------------- | -------------------------- | --------------------- |
| م                     | عداء                       | مرتبة                 |
| 121                   | Tyler Tomkinson‏            | لم يكمل السباق        |
| 122                   | Declan Trezise ‏            | 33                    |
| 123                   | Oliver Bleddyn ‏            | لم يكمل السباق        |
| 124                   | Brady Gilmore ‏             | لم يكمل السباق        |
| 125                   | Hamish McKenzie (cyclist) ‏ | لم يكمل السباق        |
| 126                   | Blake Agnoletto ‏           | لم يكمل السباق        |

| دوكلا بانسكا بيستريتسا ‏ DKB | دوكلا بانسكا بيستريتسا ‏ DKB | دوكلا بانسكا بيستريتسا ‏ DKB |
| --------------------------- | --------------------------- | --------------------------- |
| م                           | عداء                        | مرتبة                       |
| 131                         | Lukáš Kubiš ‏                | لم يكمل السباق              |
| 132                         | Jakub Galovič‏               | لم يكمل السباق              |
| 133                         | Pavol Rovder‏                | لم يكمل السباق              |
| 134                         | Simon Nagy ‏                 | لم يكمل السباق              |
| 135                         | Dávid Kaško ‏                | لم يكمل السباق              |
| 136                         | Denis Hoza‏                  | لم يكمل السباق              |

| فولكر ويسيلز سيلينج تيم ‏ VWE | فولكر ويسيلز سيلينج تيم ‏ VWE | فولكر ويسيلز سيلينج تيم ‏ VWE |
| ---------------------------- | ---------------------------- | ---------------------------- |
| م                            | عداء                         | مرتبة                        |
| 141                          | Jord Baak‏                    | لم يكمل السباق               |
| 142                          | Tijmen Eising ‏               | لم يكمل السباق               |
| 143                          | Max Kroonen ‏                 | لم يكمل السباق               |
| 144                          | Nick van der Meer ‏           | لم يكمل السباق               |
| 145                          | Daan van Sintmaartensdijk ‏   | 15                           |
| 146                          | Coen Vermeltfoort ‏           | 38                           |

| توبفوركس لابيير ‏ ATT | توبفوركس لابيير ‏ ATT | توبفوركس لابيير ‏ ATT |
| -------------------- | -------------------- | -------------------- |
| م                    | عداء                 | مرتبة                |
| 151                  | ميكيل ريم (طريق)     | لم يكمل السباق       |
| 152                  | Gert Kivistik ‏       | 21                   |
| 153                  | Matěj Stránský ‏      | لم يكمل السباق       |
| 154                  | Tomáš Jakoubek ‏      | لم يكمل السباق       |
| 155                  | Jan Kašpar‏           | لم يبدأ              |
| 156                  | Michal Schuran ‏      | لم يكمل السباق       |

| Team Skyline ‏ TSL | Team Skyline ‏ TSL | Team Skyline ‏ TSL |
| ----------------- | ----------------- | ----------------- |
| م                 | عداء              | مرتبة             |
| 161               | Cian Keogh‏        | لم يكمل السباق    |
| 162               | Nick Kleban‏       | لم يكمل السباق    |
| 163               | Joseph Lupien‏     | لم يكمل السباق    |
| 164               | Chaz Turmon‏       | لم يكمل السباق    |
| 165               | Stephen Pimentel‏  | لم يكمل السباق    |
| 166               | David Gabrick‏     | لم يكمل السباق    |

| تيم كووب ‏ TCR | تيم كووب ‏ TCR           | تيم كووب ‏ TCR  |
| ------------- | ----------------------- | -------------- |
| م             | عداء                    | مرتبة          |
| 171           | Eirik Lunder ‏           | لم يكمل السباق |
| 172           | Håkon Aalrust ‏          | 12             |
| 173           | Amund Haakonsen‏         | لم يكمل السباق |
| 174           | Anton Stensby ‏          | لم يكمل السباق |
| 175           | Johan Ravnøy ‏           | لم يكمل السباق |
| 176           | Karsten Larsen Feldmann‏ | لم يكمل السباق |

| Kaunas Cycling Team ‏ KCC | Kaunas Cycling Team ‏ KCC | Kaunas Cycling Team ‏ KCC |
| ------------------------ | ------------------------ | ------------------------ |
| م                        | عداء                     | مرتبة                    |
| 181                      | Venantas Lašinis ‏ (طريق) | 22                       |
| 182                      | Mantas Balčiūnas‏         | لم يكمل السباق           |
| 183                      | Gustas Raugala ‏          | لم يكمل السباق           |
| 184                      | Deividas Valiūnas‏        | لم يكمل السباق           |
| 185                      | Martynas Tomkus‏          | لم يكمل السباق           |
| 186                      | Tadas Sereika‏            | لم يكمل السباق           |

| موتالا سيرنك أليبايك ‏ MSA | موتالا سيرنك أليبايك ‏ MSA | موتالا سيرنك أليبايك ‏ MSA |
| ------------------------- | ------------------------- | ------------------------- |
| م                         | عداء                      | مرتبة                     |
| 191                       | Eric Pedersen ‏            | لم يكمل السباق            |
| 192                       | Jonathan Ahlsson ‏         | لم يكمل السباق            |
| 193                       | Niklas Jagerstål‏          | لم يكمل السباق            |
| 194                       | Filip Mård ‏               | لم يكمل السباق            |
| 195                       | Acke Dahlblom ‏            | لم يكمل السباق            |

| CeramicSpeed Herning CK Elite ‏ ___ | CeramicSpeed Herning CK Elite ‏ ___ | CeramicSpeed Herning CK Elite ‏ ___ |
| ---------------------------------- | ---------------------------------- | ---------------------------------- |
| م                                  | عداء                               | مرتبة                              |
| 201                                | Daniel Lyhne ‏                      | لم يكمل السباق                     |
| 202                                | Nicklas Fonnesbech‏                 | لم يكمل السباق                     |
| 203                                | Malthe Sand Thomsen‏                | لم يكمل السباق                     |
| 204                                | Mikkel Jørgensen‏                   | لم يكمل السباق                     |
| 205                                | Christian Gorm Albrechtsen‏         | 27                                 |
| 206                                | Lucas Lorentsen‏                    | لم يكمل السباق                     |

| Aalborg-Sparekassen Danmark ‏ ___ | Aalborg-Sparekassen Danmark ‏ ___ | Aalborg-Sparekassen Danmark ‏ ___ |
| -------------------------------- | -------------------------------- | -------------------------------- |
| م                                | عداء                             | مرتبة                            |
| 211                              | Alexandru Ionuț Antoniu ‏         | لم يكمل السباق                   |
| 212                              | Jacob Gye Madsen ‏                | لم يكمل السباق                   |
| 213                              | Oscar Munk-Olsen ‏                | لم يكمل السباق                   |
| 214                              | Kevin Biehl ‏                     | 32                               |
| 215                              | Mikkel Kastrup ‏                  | لم يكمل السباق                   |
| 216                              | Lukas Lund Sørensen ‏             | لم يكمل السباق                   |

| JS.dk ‏ ___ | JS.dk ‏ ___             | JS.dk ‏ ___     |
| ---------- | ---------------------- | -------------- |
| م          | عداء                   | مرتبة          |
| 221        | Morten Gadgaard ‏       | 40             |
| 222        | Peter Skov Lauritzen‏   | لم يكمل السباق |
| 223        | Lauge Woer‏             | لم يكمل السباق |
| 224        | Markus Klitgaard Bugge‏ | 26             |
| 225        | Søren Vosgerau ‏        | لم يكمل السباق |
| 226        | Jakob Bødker‏           | لم يكمل السباق |

| CO:PLAY-Giant Store ‏ ___ | CO:PLAY-Giant Store ‏ ___  | CO:PLAY-Giant Store ‏ ___ |
| ------------------------ | ------------------------- | ------------------------ |
| م                        | عداء                      | مرتبة                    |
| 231                      | Pelle Køster ‏             | لم يكمل السباق           |
| 232                      | Phillip Mathiesen ‏        | لم يكمل السباق           |
| 233                      | Tobias Kongstad ‏          | لم يكمل السباق           |
| 234                      | Mathias Matz ‏             | 8                        |
| 235                      | Kristian Broløs Damgaard ‏ | لم يكمل السباق           |
| 236                      | Mikkel Øritsland ‏         | لم يكمل السباق           |

| Give Elementer ‏ ___ | Give Elementer ‏ ___ | Give Elementer ‏ ___ |
| ------------------- | ------------------- | ------------------- |
| م                   | عداء                | مرتبة               |
| 241                 | Martin Szokody ‏     | لم يكمل السباق      |
| 242                 | Anders Bruun‏        | لم يكمل السباق      |
| 243                 | Emil Tønnesen‏       | لم يكمل السباق      |
| 244                 | Jacob Schebye ‏      | لم يكمل السباق      |
| 245                 | Mathias Kirk‏        | لم يكمل السباق      |
| 246                 | William Wisholm ‏    | لم يكمل السباق      |

| IBT-Tripeak ‏ ___ | IBT-Tripeak ‏ ___     | IBT-Tripeak ‏ ___ |
| ---------------- | -------------------- | ---------------- |
| م                | عداء                 | مرتبة            |
| 251              | Marckus Njor ‏        | لم يكمل السباق   |
| 252              | Kasper Due Kaspersen‏ | لم يكمل السباق   |
| 253              | Peter Asbjørn Hansen‏ | لم يكمل السباق   |
| 254              | Wincent Wallinder‏    | لم يكمل السباق   |
| 255              | GBR                  | لم يكمل السباق   |
| 256              | Albin Hoflund‏        | لم يكمل السباق   |

| Team Give Steel-2M Cycling Elite ‏ ___ | Team Give Steel-2M Cycling Elite ‏ ___ | Team Give Steel-2M Cycling Elite ‏ ___ |
| ------------------------------------- | ------------------------------------- | ------------------------------------- |
| م                                     | عداء                                  | مرتبة                                 |
| 271                                   | Kasper Jul Øhlenschlæger‏              | لم يكمل السباق                        |
| 272                                   | Tobias Aarup Levring‏                  | لم يكمل السباق                        |
| 273                                   | Lucas Pihl Gaihede‏                    | لم يكمل السباق                        |
| 274                                   | Oskar Rønn‏                            | لم يكمل السباق                        |
| 275                                   | Sebastian Sigurd Nielsen‏              | لم يكمل السباق                        |
| 276                                   | Felix Holst‏                           | لم يكمل السباق                        |

| WPGA Amsterdam Racing Academy‏ ___ | WPGA Amsterdam Racing Academy‏ ___ | WPGA Amsterdam Racing Academy‏ ___ |
| --------------------------------- | --------------------------------- | --------------------------------- |
| م                                 | عداء                              | مرتبة                             |
| 281                               | Pieter Dekker‏                     | لم يكمل السباق                    |
| 282                               | Tom Jonkmans‏                      | لم يكمل السباق                    |
| 283                               | Igor Baars‏                        | لم يكمل السباق                    |
| 284                               | Finn Roumen‏                       | لم يكمل السباق                    |
| 285                               | Sven Burger ‏                      | 30                                |

## التصنيف العام النهائي
| التصنيف العام         | التصنيف العام              | التصنيف العام                        | التصنيف العام | التصنيف العام |
| العداء                | العداء                     | الفريق                               | الوقت         |               |
| --------------------- | -------------------------- | ------------------------------------ | ------------- | ------------- |
| 1                     | Mathias Norsgaard ‏         | فريق الدنمارك لركوب الدراجات للرجال ‏ | 4 س 08 د 44 ث |               |
| 2                     | Rasmus Bøgh Wallin ‏        | ريستورانت سوري كارل راس ‏             | + 1 د 02 ث    |               |
| 3                     | مايكل فالغرين              | فريق الدنمارك لركوب الدراجات للرجال ‏ | + 1 د 02 ث    |               |
| 4                     | لاسي نورمان هانسن          | فريق تطوير أونو إكس دير 2023 ‏        | + 1 د 37 ث    |               |
| 5                     | Hartthijs de Vries ‏        | Unibet Tietema Rockets ‏              | + 1 د 37 ث    |               |
| 6                     | Jeppe Aaskov Pallesen ‏     | Mazowsze Serce Polski ‏               | + 1 د 37 ث    |               |
| 7                     | مادس أندرسن ‏               | كولوكويك للدراجات ‏                   | + 1 د 37 ث    |               |
| 8                     | Mathias Matz ‏              | CO:PLAY-Giant Store ‏                 | + 1 د 40 ث    |               |
| 9                     | Abram Stockman ‏            | Unibet Tietema Rockets ‏              | + 1 د 49 ث    |               |
| 10                    | نيكلاس بيديرسين ‏           | كولوكويك للدراجات ‏                   | + 2 د 04 ث    |               |
| 11                    | Carl-Frederik Bévort ‏      | فريق تطوير أونو إكس دير ‏             | + 2 د 04 ث    |               |
| 12                    | Håkon Aalrust ‏             | تيم كووب ‏                            | + 2 د 13 ث    |               |
| 13                    | Gustav Wang ‏               | ريستورانت سوري كارل راس ‏             | + 2 د 22 ث    |               |
| 14                    | Julius Johansen ‏           | فريق الدنمارك لركوب الدراجات للرجال ‏ | + 2 د 39 ث    |               |
| 15                    | Daan van Sintmaartensdijk ‏ | فولكر ويسيلز سيلينج تيم ‏             | + 3 د 00 ث    |               |
|                       |                            |                                      |               |               |
| مصدر: ProCyclingStats |                            |                                      |               |               |

## وصلات خارجية
- الموقع الرسمي
- لمحة عن سباق جائزة هيرنينغ الكبرى 2023 على موقع  ProCyclingStats   (برو  سايكلنج  ستاتس) - إحصاءات  محترفي  الدراجات.
- جائزة هيرنينغ الكبرى 2023 على موقع إحصائيات الدراجات الإحترافية (الإنجليزية)